# 长白山蚂蚱草
长白山蚂蚱草（学名：Silene jeniseensis var. oliganthella）为石竹科蝇子草属下的一个变种。

## 扩展阅读
- 維基物種上的相關：长白山蚂蚱草